# Sudan na Mistrzostwach Świata w Lekkoatletyce 2011
Sudan na Mistrzostwach Świata w Lekkoatletyce 2011 reprezentowany był przez troje zawodników.

## Występy reprezentantów Sudanu

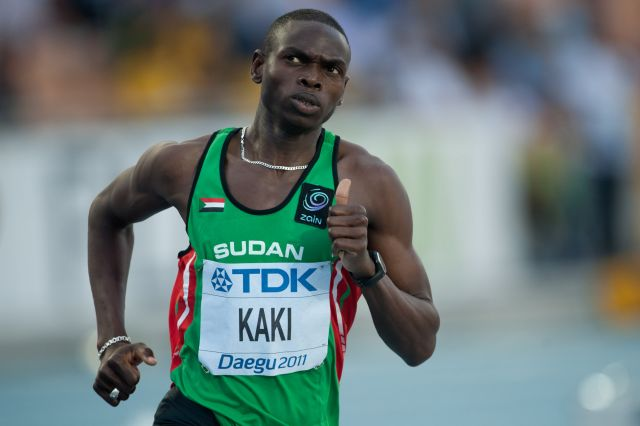
Abubaker Kaki - zdobywca srebrnego medalu w biegu na 800 m

### Mężczyźni

#### Konkurencje biegowe
| Konkurencja   | Zawodnik            | Eliminacje | Eliminacje | Półfinał | Półfinał | Finał    | Finał   |
| Konkurencja   | Zawodnik            | Rezultat   | Pozycja    | Rezultat | Pozycja  | Rezultat | Pozycja |
| ------------- | ------------------- | ---------- | ---------- | -------- | -------- | -------- | ------- |
| Bieg na 400 m | Rabah Yousif        | 45.20      | 9          | 45.43    | 8        |          |         |
| Bieg na 800 m | Abubaker Kaki       | 1:44.83    | 1 Q        | 1:44.62  | 4 q      | 1:44.41  | 2       |
| Bieg na 800 m | Ismail Ahmed Ismail | 1:52.33    | 39         |          |          |          |         |